# Abudefduf troschelii
Abudefduf troschelii és una espècie de peix de la família dels pomacèntrids i de l'ordre dels perciformes.

## Morfologia
Els mascles poden assolir els 20 cm de longitud total.

## Distribució geogràfica
Es troba des del Golf de Califòrnia i la Península de Baixa Califòrnia (Mèxic) fins al nord del Perú i les Illes Galápagos.